# Phobia (Breaking Benjamin-album)
Phobia är bandet Breaking Benjamins tredje studioalbum, utgivet 2006.

## Låtlista
1. "Intro" - 1:13
2. "The Diary of Jane" - 3:20
3. "Breath" - 3:38
4. "You" - 3:21
5. "Evil Angel" - 3:41
6. "Until the End" - 4:12
7. "Dance with the Devil" - 3:47
8. "Topless" - 3:03
9. "Here We Are" - 4:18
10. "Unknown Soldier" - 3:46
11. "Had Enough" - 3:49
12. "You Fight Me" - 3:12
13. "Outro" - 2:09